# Aston Martin DB2

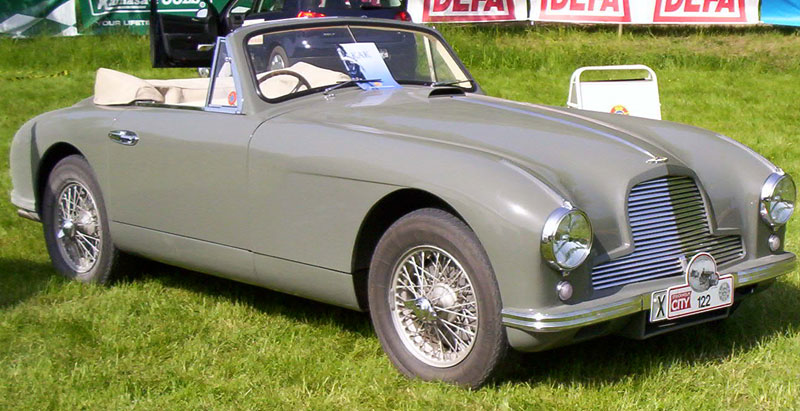
Aston Martin DB2 Coupé descapotável (1951).

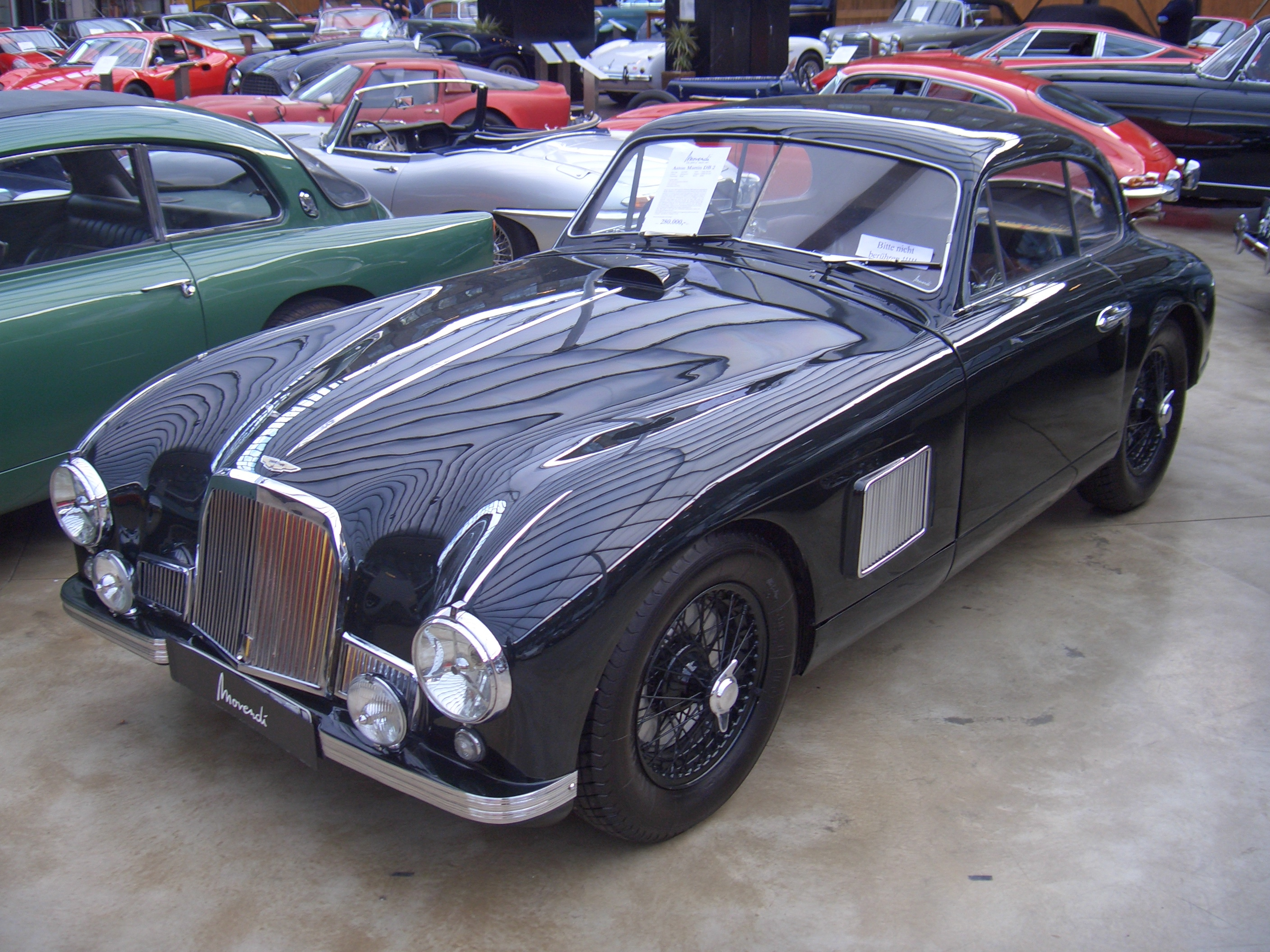
Aston Martin DB2 Coupé (1951).

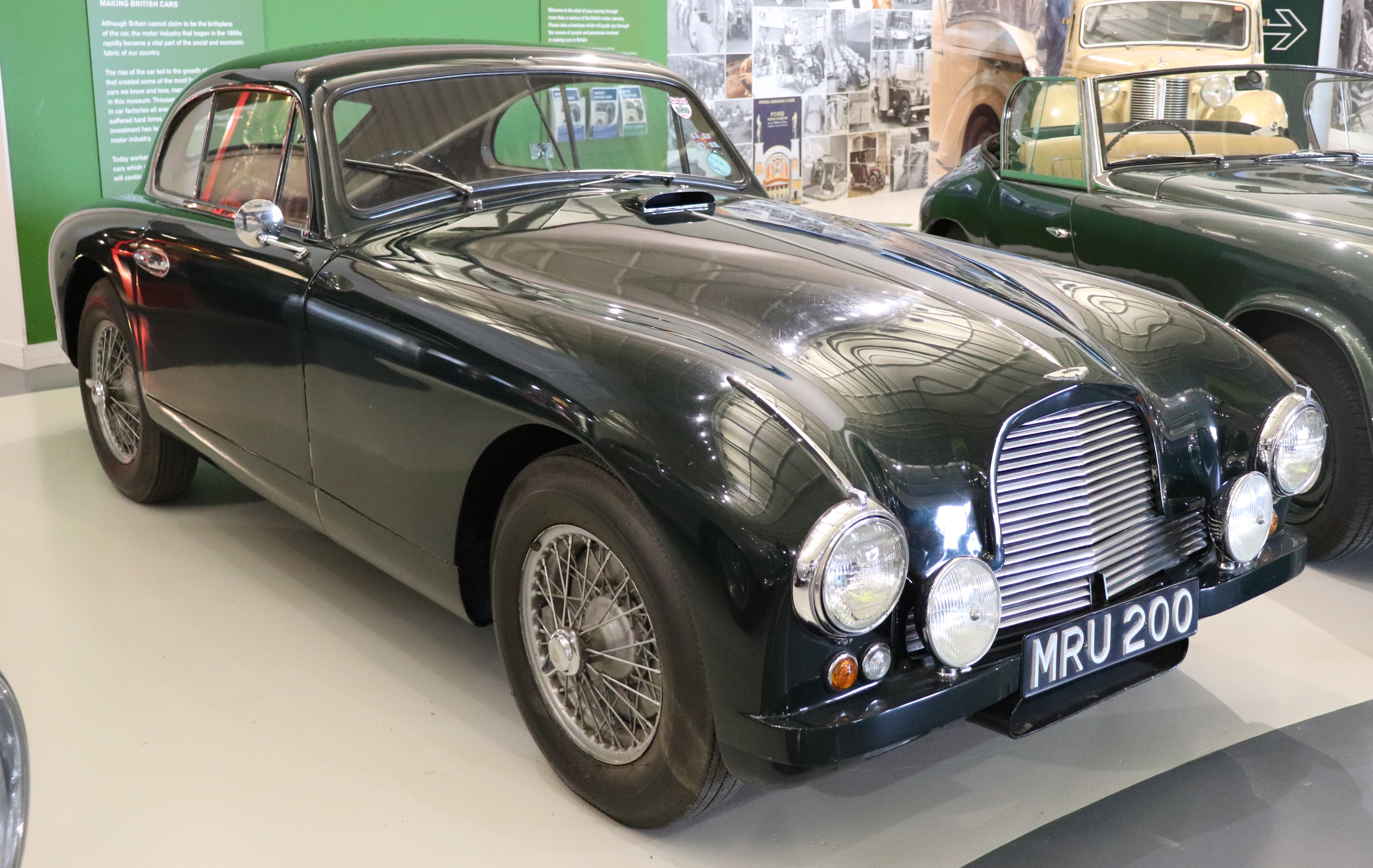
Aston Martin DB2 Coupé (1952).

O DB2 foi um carro desportivo produzido pela Aston Martin de maio de 1950 a abril de 1953. Era uma grande evolução relativamente ao 2.0 Litre Sports (DB1) que veio substituir, com um motor de seis cilindros em linha com dupla árvore de cames à cabeça (DOHC) em vez do motor de quatro cilindros em linha OHV usado previamente. O motor era maior, com 2.6L, e o carro foi desenhado como um coupé fechado (conhecido como berlina pela Aston Martin). Foi introduzido um modelo descapotável posteriormente, conseguindo ¼ das vendas totais do modelo. O DB2 foi extremamente bem sucedido em corridas, estabelecendo a companhia de David Brown para um sucesso futuro.

## Desenvolvimento
O protótipo do DB2 apareceu como um dos três Aston Martins que participaram nas 24 Horas de Le Mans em 1949. O carro foi baseado no chassis Superleggera de Claude Hill, criado para o DB1, com um design de carroçaria de coupé fechado feito por Frank Feeley.
O motor de seis cilindros em linha veio da companhia Lagonda, que o dono da Aston Martin, David Brown, comprou por esta razão. O motor foi originalmente desenhado por W.O. Bentley, que deu o nome à companhia automobilística Bentley e por William Watson, desenhador de parte do motor V12 Lagonda de antes da 2ª Guerra Mundial e desenhador do motor V12 após a 2ª Guerra Mundial.
O DB2 de produção foi introduzido no Salão Automobilístico de Nova Iorque em Abril de 1950. Apesar da busca ser grande, o segundo, terceiro e quarto modelos do DB2 foram produzidos para competir em Le Mans em 1950. Dois ficaram em primeiro e segundo na classe naquele ano e todos os três continuaram a corrida até 1951. O seu sucesso trouxe fama a companhia ressuscitante de David Brown, e convenceu a companhia a fazer uma série de modelos feitos de propósito para corridas, começando pelo DB3.

## Produção
411 unidades do DB2 foram produzidas desde a sua introdução em 1950 até 1953. Os primeiros 49 carros usaram uma grelha quadrada de três partes à frente com respiradouros laterais rectangulares. Isto foi brevemente actualizado com a grelha Aston Martin mais familiar e arredondada com ripas horizontais. Os três modelos de corrida foram melhorados para mostrar a nova face da companhia. Entre estes 49 carros, havia 2 modelos Vantage. O primeiro Vantage de sempre foi o LML 50/21 que foi entregue em 1950 ao piloto famoso americano, Briggs Cunningham.
O carro era um coupé de tecto fixo com uma mala articulada por cima usada para guardar a roda sobressalente. O espaço para a bagagem estava atrás dos bancos da frente, acedido de dentro do carro como o posterior Corvette. A capota era uma única peça que era articulada à frente.
Posteriormente em 1950, uma variante Coupé Cabriolet foi introduzida. Pelo menos foram construídos 102 exemplares desta versão.
Em janeiro de 1951, um motor opcional com carburadores maiores, com uma admissão da árvore de cames igual à do exaustor e pistões com uma maior taxa de compressão (8.16:1) era disponível com a actualização do Vantage. Esta era uma actualização apenas de potência com 125 cv disponíveis. O nome "Vantage" foi escolhido depois de folhear por uma enciclopédia à procura de nomes adequados para variantes de maior desempenho que o modelo normal. Na mesma tradição foram usados os nomes Volante para descapotáveis e Virage para um modelo criado na década de 1990.

## Desempenho
Uma berlina testada pela revista inglesa The Motor em 1950 tinha uma velocidade máxima de 187.3 km/h e podia acelerar de 0 a 100 km/h em 11.2 segundos.